# 京都寿司のれん会
京都寿司のれん会（きょうとすしのれんかい）は京都の老舗寿司店有志による親睦団体である。
1950年（昭和25年）、京都鮨商組合の総会において、組合長 中島清次郎（1897年 - 1972年）の発案により、「のれんを守り、品位を高めて、共存共栄の実をあげ、会員相互の親睦を図る」ことを目的として発足。

## 設立の経緯
1920年（大正9年）、京都では営業許可申請簡素化のため各警察単位で、それぞれの組合の中に「料理部」「寿司部」「洋食部」等々の部活動が存在する「料飲組合」が結成される。
この中の「寿司部」により、1930年（昭和5年）、京都鮨商組合（現在の京都府寿司生活衛生同業組合）が結成される。
1947年（昭和22年）、GHQにより「飲食緊急措置令」が出されるなど、困難な時期を乗り越え、1950年（昭和25年）春、この京都鮨商組合の総会において発足した。
2002年9月には50周年式典が催され、京都新聞社社長の野村栄太郎による祝辞、四世茂山千作による祝舞などが行われた。

## 現代の名工 表彰者
- 荒木信次（重兵衛）
- 白子昭次（千登利亭）他

## 主な協賛、共催事業
- 京都新聞社との共催で「寿司教室」を毎年3月に開催[2]
- 京都髙島屋と協賛して「京の味ごちそう展」を毎年2月下旬開催[3]